# Christina Bostofte
Christina Bostofte es una deportista danesa que compitió en bádminton. Ganó una medalla de plata en el Campeonato Europeo de Bádminton de 1988, en la prueba individual.

## Palmarés internacional
| Campeonato Europeo | Campeonato Europeo     | Campeonato Europeo | Campeonato Europeo |
| Año                | Lugar                  | Medalla            | Prueba             |
| ------------------ | ---------------------- | ------------------ | ------------------ |
| 1988               | Kristiansand (Noruega) | Medalla de plata   | Individual         |